# Anoplodactylus longiformis
Anoplodactylus longiformis is een zeespin uit de familie Phoxichilidiidae. De soort behoort tot het geslacht Anoplodactylus. Anoplodactylus longiformis werd in 1977 voor het eerst wetenschappelijk beschreven door Child. 